# 臺南市政府衛生局
臺南市政府衛生局（簡稱臺南市衛生局），2010年12月25年成立，是臺南市政府所屬一級機關，為臺南市衛生最高主管機關。

## 組織架構

### 局本部
- 局長	李翠鳳
- 副局長	黃文正
- 副局長 林碧芬
- 主任秘書	陳淑娟
- 專門委員	吳昭慧

### 內部單位[1]
- 疾病管制科
- 國民健康科
- 食品藥物管理科
- 醫事科
- 心理健康科
- 衛生稽查科
- 綜合企劃科
- 秘書室
- 會計室
- 人事室
- 政風室

### 附屬機構[1]
| - 檢驗中心 - 臺南市東區衛生所 - 臺南市北區衛生所 - 臺南市南區衛生所 - 臺南市中西區衛生所 - 臺南市安平區衛生所 - 臺南市安南區衛生所 - 臺南市新營區衛生所 - 臺南市鹽水區衛生所 - 臺南市柳營區衛生所 - 臺南市白河區衛生所 | - - 臺南市東山區衛生所 - 臺南市後壁區衛生所 - 臺南市北門區衛生所 - 臺南市學甲區衛生所 - 臺南市下營區衛生所 - 臺南市六甲區衛生所 - 臺南市楠西區衛生所 - 臺南市將軍區衛生所 - 臺南市佳里區衛生所 - 臺南市麻豆區衛生所 | - - 臺南市官田區衛生所 - 臺南市大內區衛生所 - 臺南市玉井區衛生所 - 臺南市七股區衛生所 - 臺南市西港區衛生所 - 臺南市安定區衛生所 - 臺南市善化區衛生所 - 臺南市新市區衛生所 - 臺南市山上區衛生所 - 臺南市左鎮區衛生所 | - - 臺南市南化區衛生所 - 臺南市永康區衛生所 - 臺南市新化區衛生所 - 臺南市歸仁區衛生所 - 臺南市仁德區衛生所 - 臺南市關廟區衛生所 - 臺南市龍崎區衛生所 |

## 外部連結
- 臺南市政府衛生局 （页面存档备份，存于）（繁體中文）（英文）